# 路姆西

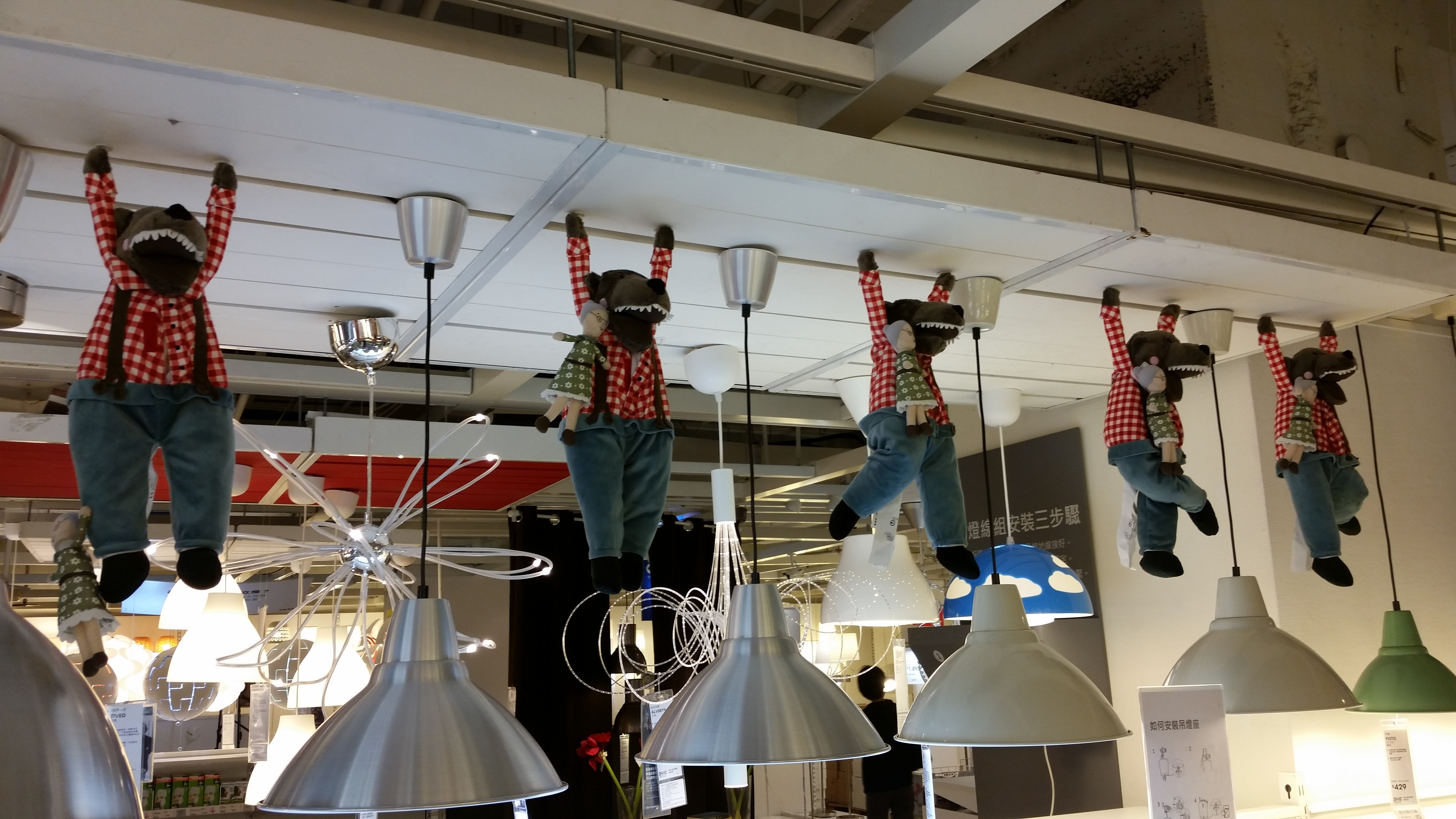
台北IKEA門市的五隻路姆西

路姆西是宜家家居發售的一款狼抱老婆婆造形的毛絨玩具。
2013年12月7日，香港社民連成員陳德章在施政報告諮詢會上以該玩偶擲向香港特首梁振英。由於路姆西發音極似某一粵語粗口「老母閪」，加上其造形具有象徵性，因而一夜爆紅，引發搶購潮。12月11日宜家家居將產品易名為路福西，但其後仍有多項評論或活動以「路姆西」為名。

## 產品概述
該產品為德國設計師西爾克·萊弗勒所設計的聚酯纖維毛絨玩具，重0.2千克。靈感來源為童話故事《小紅帽》，在宜家家居發售。其造形為一隻狼抱著一位婆婆，小朋友可從狼的手中救出婆婆。據宜家網頁介紹，他性格靦腆，家境貧窮但好學，每天日出而作，負責送牛奶及報紙，希望透過上學長知識，成為了不起的人。而他手抱的婆婆則是一名充滿智慧的老師，經常在課堂提問，讓學生從遊戲中學習思考。此玩偶在香港一夜爆紅。

## 名字意思
Lufsig是「伐木」的意思，而路姆西的名稱應解作「伐木」（to lumber），屬於形容詞。另外，宜家的產品命名有一套規律，例如紡織品用女性名字，浴室用品以斯堪的納維亞半島的湖泊的名字來命名。至於兒童用品例如公仔，會用動物、雀鳥、昆蟲和形容詞來命名。

## 背景和成名
路姆西為宜家家居在中國大陸的原來翻譯，而在香港和台灣則採用本名Lufsig。路姆西是宜家家居「毛公仔助學行動」（「毛公仔」是廣東話，指的是毛絨玩偶）一系列出售的毛絨玩具之一。「毛公仔助學行動」的主要目的是幫助世界各地的兒童，資助貧窮兒童得到教育機會，改善福祉和健康。宜家家居表示每出售一隻毛絨玩具，就會資助聯合國兒童基金會和救助兒童會主導的兒童助學計劃十港元。
2013年12月7日，社運人士曾浚瑛和社民連成員陳德章在施政報告諮詢會上向香港特首梁振英丟雞蛋抗議外，同時手持路姆西玩偶並向梁振英飛擲。由於路姆西與粵語粗口「老母屄」（意指母親外陰）十分相近，投擲動作的粵語常用講法「掉」、「丟」的諧音則是「屌」字，加上其狼的造形與部分香港媒體把梁振英塑造成如豺狼般狡猾（有「狼英」之稱呼）相吻合，使得此玩偶一夜爆紅。不少香港市民前往宜家家居搶購，使得香港各宜家家居需要補貨，甚至连中國大陸、臺灣的宜家家居深圳店和广州店亦賣断货。不少香港名人亦與路姆西合照。
隨後，梁振英本人亦同路姆西合照，还在其网络杂志上发表博文「與狼共桌」，内容说称赞銷售商搞助學籌款，又称赞香港人有創意，还将路姆西送给女儿做圣诞礼物。

## 銷售情況

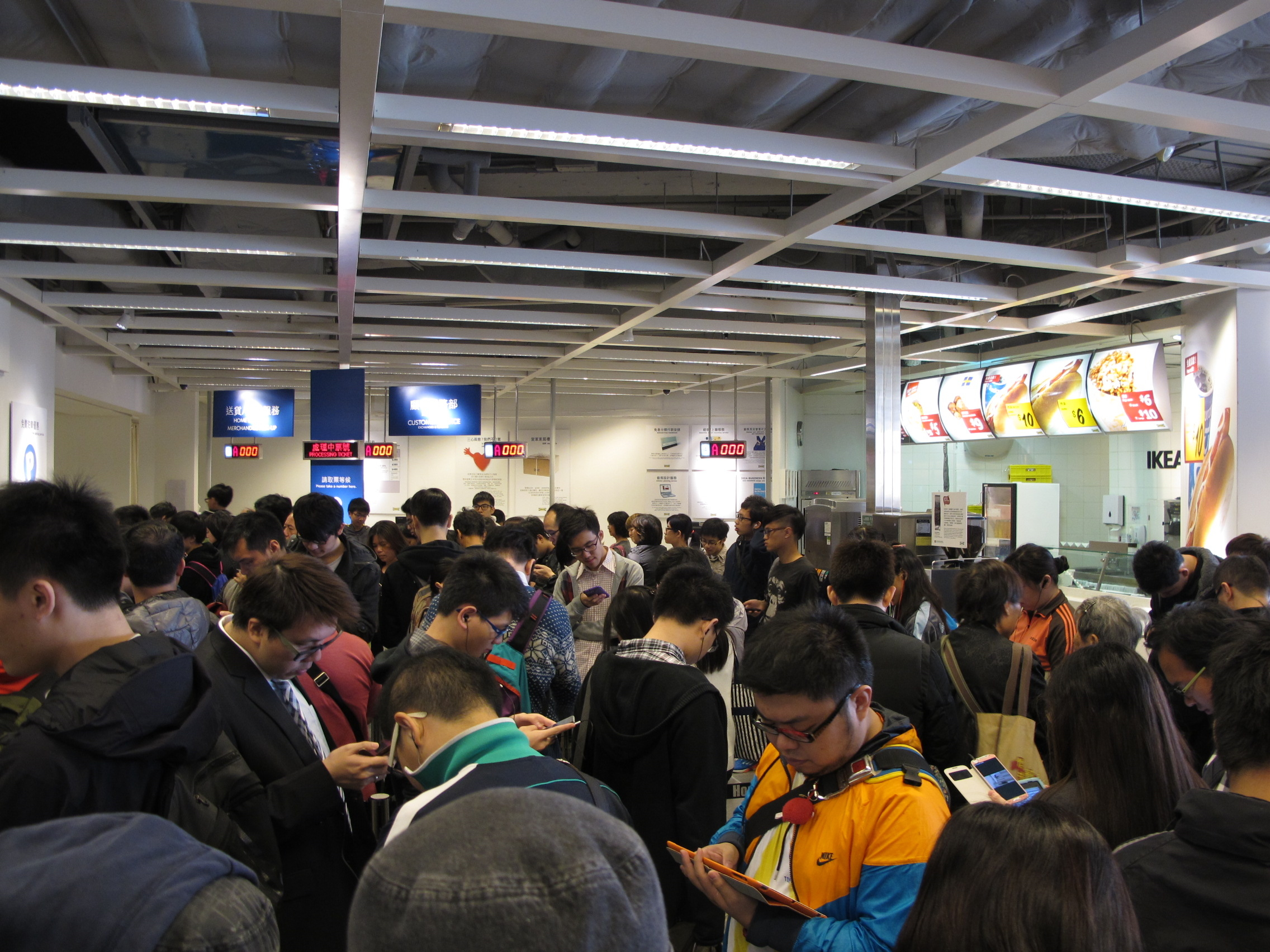
在香港沙田宜家家居有大批市民等候購買路姆西

在抗議事件之後幾日，路姆西由於受到網路和媒體的關注，而且譯名和狼影射梁振英的關係，引發瘋狂搶購潮。一天之內，大批香港市民蜂擁至宜家家居，由於供不應求，宜家家居於是實行人流管制和派籌限買，後來更只許一人購買一隻，但是各分店仍然陸續售罄。
網路一度傳出被下架的消息，引起網民鼓譟，認為是政治打壓，香港宜家家居表稍後澄清，該玩偶要下一年才會補貨。買不到路姆西的消費者紛紛北上中國大陸搶購，導致鄰近香港的中國宜家家居分店，包括深圳和廣州等分店宣佈售罄。其後遠離香港的瀋陽分店也告售罄；但上海及北京分店仍有存貨，中國大陸網民趁此搶購潮，推出網上代購服務，將路姆西的價格炒高至原先價格數倍有多。
路姆西搶購潮波及台灣，買家大量收購，台北市、新北市與桃園縣分店售罄，但買家連連預購，最後搶購潮蔓延至加拿大、英國等國家宜家家居分店。
而中國大陸商人在路姆西搶購潮後不久，推出了五款路姆西手機殼，多種手機版本皆有。社區藝團活化廳推出三款路姆西T恤，印有「689 ready to fly?」和「CAUTION 689 ahead」等諷刺梁振英的圖案。

## 媒體關注

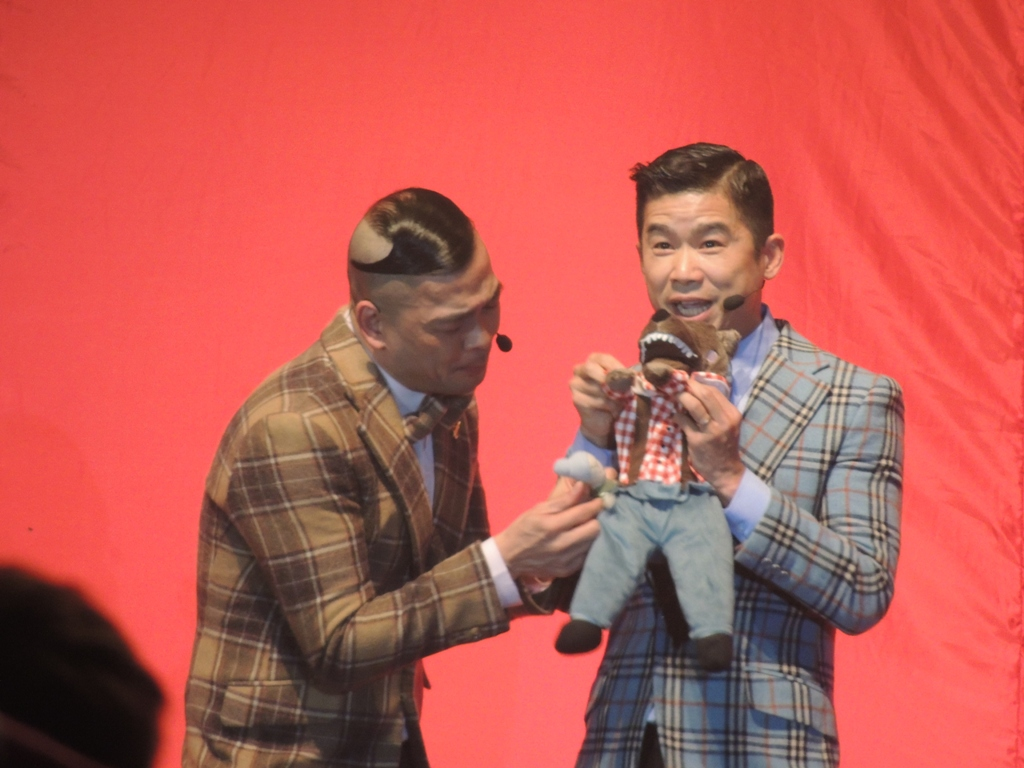
軟硬天師在2013年度叱咤樂壇流行榜頒獎典禮以路姆西表演

2013年12月10日，世界各地的媒體開始報導有關事件。瑞典媒體《svt Nyheter》和《The Local》都有報導路姆西在香港掀起熱潮。新加坡《海峽時報》網站引法新社消息，指路姆西大受歡迎，在同日早上經已售罄。之後，英國《BBC News》也報導此事，並分析了該玩偶當紅的原因。香港中文大學新聞與傳播學院講師陳婉雯則在《哈芬登郵報》撰文，介紹是次熱潮，又指香港人面對現時的政治困局，藉路姆西「苦中作樂」。

## 影響和反應
12月11日，宜家家居表示一向不介入政治和經濟運動，將Lufsig譯成「路姆西」，是無心之失，感到遺憾，並將「路姆西」改譯「路福西」。
12月14日，文化評論員鄺穎萱針對12月7日社運人士向梁振英丟雞蛋和路姆西時事件撰文表示，曾俊華以幽默化解尷尬，梁振英卻疾言厲色，於是市民以購買路姆西表達對梁振英不滿。左派報章紛紛將之抹黑為「泛民的陰謀」，到梁振英發現事態嚴重，與路姆西合照幽默一番，卻已太遲。
《蘋果日報》專欄作家丘亦生以〈路姆西效應〉以題目撰文，解釋事情本身已帶有情緒及意義，丟路姆西事件無心插柳，身份投射和譯名，加上對政府的不滿種種巧合，引發了失控的購買行為，使路姆西成為反政府的象徵。彭浩翔表示路姆西不只是口頭發洩，更是象徵香港的自由反叛精神。林夕表示，就算把路姆西改名路福西，象徵意義也不變，只要假普選前有真篩選，就有千萬隻西跑出來。
音樂人周博賢以嘻笑怒罵的方式在《香港經濟日報》撰文〈再見路姆西〉，其中提到「梁振英」三字被編審人員刪掉，使得像和梁振英無關。周博賢質疑「梁振英」是否變成敏感詞，並表示香港傳媒自我審查已經無容置疑。
路姆西成為網民改圖惡搞的寵兒，有的將路姆西和梁振英的頭互換，有的把路姆西手中的婆婆改成時任政務司司長的林鄭月娥。創作團體港呢尐創作手機遊戲「Duel路姆西」，將婆婆改成陳淨心，擊中梁振英得一分。而廣州也出現了路姆西塗鴉，英國歌手祈家恆（Kashy Keegan），打算集資在香港舉行「香港夢想成真」演唱會，只要捐出689美元，就會送出路姆西一隻。
藝術家黃國才舉辦「全港第一屆路姆西飛行大賽」，又在他的Facebook貼出相關海報，有超過一百人轉載。

## 外部連結
- 香港宜家家居 （页面存档备份，存于）